# Rettenbach (Deggendorf)

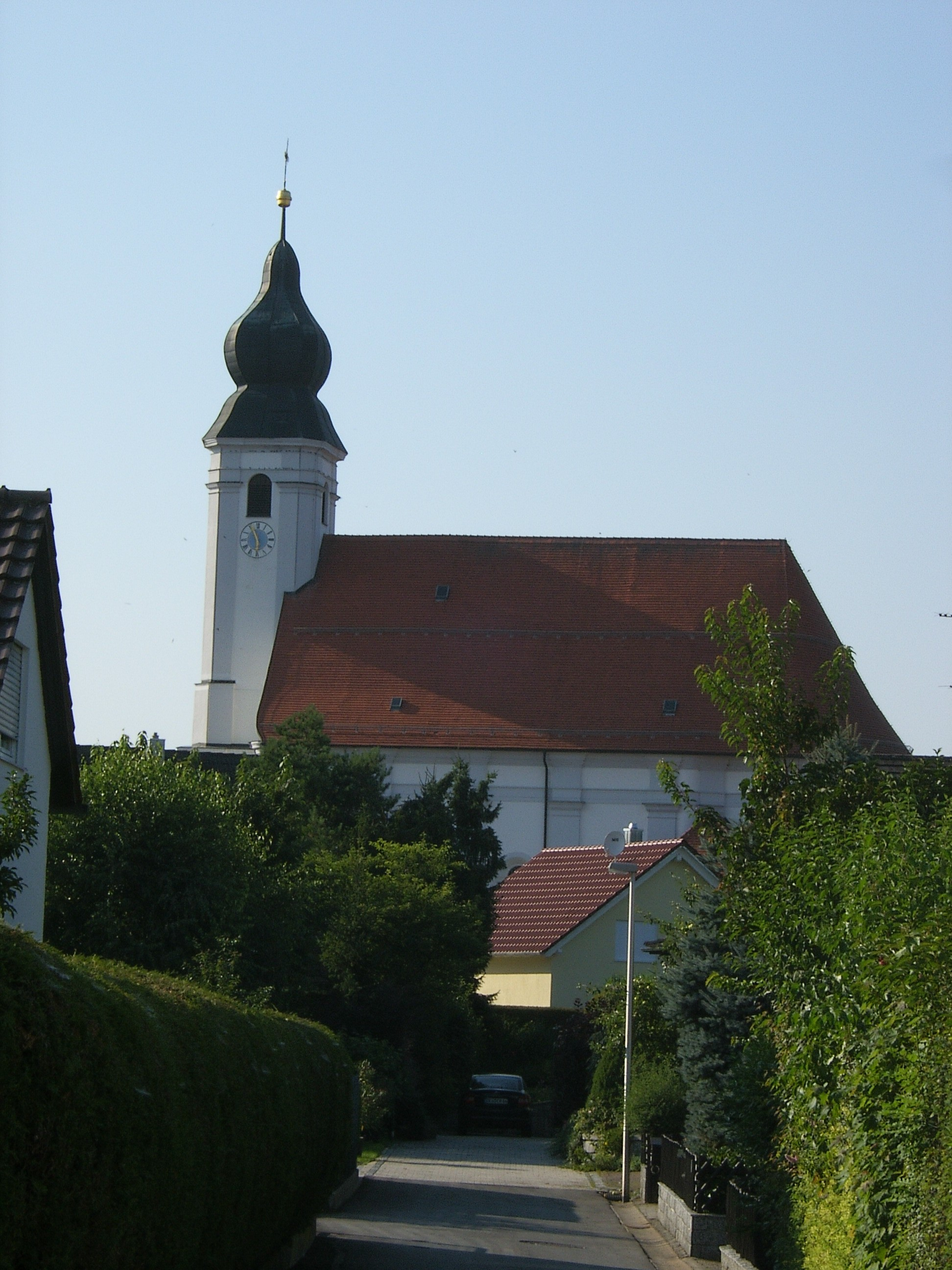
Die Filialkirche Mariä Heimsuchung

Rettenbach ist ein Gemeindeteil der Großen Kreisstadt Deggendorf in Niederbayern, jedoch städtebaulich von Deggendorf abgetrennt.

## Lage
Es liegt etwa sechs Kilometer südwestlich des Deggendorfer Stadtzentrums. Als Zentrum dieses Kirchdorfes kann die katholische Filialkirche Mariä Heimsuchung angesehen werden, die man schon aus großer Entfernung erkennen kann.

## Geschichte
Im vor 1300 erschienenen zweiten Herzogsurbar ist der Ort Roetenpach im Landgericht Deggendorf eingetragen. In den Landschreiberrechnungen des Rentamts Straubing von 1421/22 erscheint Rettenbach neben Haag und Wallersdorf als eines von drei Ämtern des Landgerichtes Deggendorf. 1464 wird Rettenbach als Hauptmannschaft erwähnt, zu der außer Rettenbach noch Stauffendorf und Mainkofen gehörten, ab 1474 war Rettenbach Sitz einer Obmannschaft im Amt Natternberg.
Mit dem ersten Gemeindeedikt von 1808/1811 wurde Rettenbach Teil des Steuerdistriktes Natternberg, mit dem zweiten Gemeindeedikt 1818/1821 Teil der Gemeinde Natternberg. Mit der Gemeinde Natternberg kam Rettenbach am 1. Mai 1978 zur Großen Kreisstadt Deggendorf.
In kirchlicher Hinsicht gehört Rettenbach zur Pfarrei Michaelsbuch. Die erste urkundliche Nachricht von einer Marienkirche in Rettenbach enthält eine Urkunde des Klosters Metten vom Anfang des 14. Jahrhunderts. Im 18. Jahrhundert war die Rettenbacher Kirche auch Wallfahrtsort.
Die Einwohnerzahl lag bei der Volkszählung von 1987 bei 533 Einwohnern.

## Sehenswürdigkeiten
- Filialkirche Mariä Heimsuchung. Nach zweimaligem Blitzschlag in den Kirchturm der baufälligen Vorgängerkirche entstand ab 1752 nach den Plänen des Landshuter Baumeisters Georg Felix Hirschstetter die jetzige Rokokokirche. 1754 stand der Hauptbau, der Turm wurde 1757 ergänzt. Die Deckenfresken zur Mariengeschichte malte 1789 Christian Wink, den Hochaltar schuf 1760 Christian Jorhan der Ältere, die Seitenaltäre und Kanzel um 1760 Joseph Deutschmann.

## Bildung und Erziehung
- Kindergarten Rettenbach
- Grundschule Rettenbach

## Vereine
- Freiwillige Feuerwehr Natternberg-Rettenbach
- Krieger- und Reservistenverein Natternberg-Rettenbach